# Calvin Fowler
Calvin Bernard Fowler (Pittsburgh, 11 februari 1940 – Burlington, 5 maart 2013) was een Amerikaans basketballer. Hij won met het Amerikaans basketbalteam de gouden medaille op de Pan-Amerikaanse Spelen 1967 en de Olympische Zomerspelen 1968.
Fowler speelde voor het team van de Saint Francis University. In 1968 ging hij spelen bij de Amateur Athletic Union voor de Akron Wingfoots. Tijdens de Olympische Spelen speelde hij 9 wedstrijden, inclusief de finale tegen Joegoslavië. Gedurende deze wedstrijden scoorde hij 58 punten.
Na zijn carrière als speler was hij werkzaam bij sportkledingmerk adidas en de United States Postal Service.
4 John Clawson · 
5 Ken Spain · 
6 Jo Jo White · 
7 Mike Barrett · 
8 Spencer Haywood · 
9 Charlie Scott · 
10 Bill Hosket · 
11 Calvin Fowler · 
12 Mike Silliman · 
13 Glynn Saulters · 
14 Jim King · 
15 Don Dee · 
Coach Hank Iba